# Living It Up
 Living It Up és una pel·lícula estatunidenca estrenada el 1954. protagonitzada per Dean Martin i Jerry Lewis i produïda per la Paramount Pictures.
El film va ser dirigit per Norman Taurog i produït per Paul Jones. El guió de Jack Rose i Melville Shavelson es va basar en el musical de 1953 Hazel Flagg de Ben Hecht, basat al seu torn en la història Letter to the Editor de James H. Street.
Una pel·lícula anterior, La reina de Nova York, produïda el 1937 per Selznick International Pictures amb Carole Lombard i Fredric March, i dirigida per William A. Wellman. La versió de 1954 tenia música original de Walter Scharf, fotografia de Daniel L. Fapp, direcció artística d'Albert Nozaki i Hal Pereira, i disseny de vestuari d'Edith Head. Living It Up també compta amb Janet Leigh, Edward Arnold, Fred Clark, Sheree North, i Sig Ruman.

## Argument
Homer Flagg (Jerry Lewis) és ferroviari a Desert Hole, una petita ciutat de Nou Mèxic. El gran somni de la seva vida, és visitar Nova York. Un dia, troba un cotxe abandonat en un terreny que ha servit per a experiències atòmiques. El seu metge, que és el seu millor amic, Steve Harris (Dean Martin), li diagnostica un enverinament per irradiació i no li dona més que tres setmanes de vida.

## Repartiment
- Dean Martin: Dr. Steve Harris
- Jerry Lewis: Homer Flagg
- Janet Leigh: Wally Cook
- Edward Arnold: Le Maire
- Fred Clark: Oliver Stone
- Sheree North: Jitterbug Dancer
- Sammy White: Cambrer
- Sid Tomack: Mestre de cerimònia
- Sig Ruman: Dr. Emile Egelhofer
- Richard Loo: Dr. Lee
- Raymond Greenleaf: Director d'Orquestra
- Walter Baldwin: Isaiah Jackson
- Fay Roope: Un home
- Eduard Franz (no surt als crèdits): Dr. Nassau